# Stenorhopalus valdiviensis
Stenorhopalus valdiviensis là một loài bọ cánh cứng trong họ Cerambycidae.